# Phyllocnistis leptomianta
Phyllocnistis leptomianta är en fjärilsart som beskrevs av Turner 1923. Phyllocnistis leptomianta ingår i släktet Phyllocnistis och familjen styltmalar. Inga underarter finns listade i Catalogue of Life.